# Djief
 (décembre 2020).
Djief, de son vrai nom Jean-François Bergeron, est un dessinateur de bande dessinée québécois né le 7 juillet 1971 à LaSalle (Québec).

## Biographie
En 1991, après des études en graphisme, Djief est recruté par une firme de production vidéo de la région de Québec. En quelques semaines, il apprend le métier d’infographiste 3D et flairant le potentiel de l’imagerie virtuelle et des nouveaux médias, il fonde avec ses frères et quelques amis Studio Virtuel Concept (SVC). Il y travaille à titre de concepteur-infographiste ou de directeur artistique sur les principaux mandats de l’entreprise jusqu’en 1999.
Son expérience lui permet alors de devenir concepteur de jeux vidéo pour A2M pendant près d’un an et par la suite de se joindre à l’équipe de Sarbakan comme concepteur. Enfin, après quatre ans passés dans le domaine du jeu vidéo, il se tourne vers la bande dessinée en devenant dessinateur pour le studio Grafiksismik. Par la suite, il devient auteur de bandes dessinées indépendant.
Il a remporté des prix au titre de créateur de bande dessinée, dont le Prix Onésime Production en 1992 pour les histoires qu'il a réalisées sur des scénarios d'André-Philippe Côté dans le magazine Zeppelin (plus tard compilées dans l'album La voyante), et un autre, international. Il a participé à d'autres publications de bandes dessinées, dont le magazine Bambou, dans lequel il a notamment travaillé en collaboration avec Stanley Péan au scénario. Il a publié au début des années 2000 de courts récits dans Spirou, sur des scénarios d’Alcante, et illustré pour le marché nord-américain une série intitulée The Grimoire, scénarisée par Sébastien Caisse. Entre ses illustrations pour La Courte Échelle, il est dessinateur pour les éditions Soleil Productions sur le diptyque Tokyo Ghost et la série Le Crépuscule des dieux, tous deux scénarisés par Nicolas Jarry.

## Œuvres

### Album de bande dessinée
- La voyante, scénario d'André-Philippe Côté, Éditions Falardeau, (1994).

### Séries de bande dessinée
- Tokyo Ghost, scénario de Nicolas Jarry, Soleil
  1. Le Berger des âmes (2006)
  2. Edo (2006)
- Le Crépuscule des dieux, scénario de Nicolas Jarry, Soleil
  1. La Malédiction des Nibelungen (2007)
  2. Siegfried (2007)
  3. Fafner (2009)
  4. Brunhilde (2010)
  5. Kriemhilde (2010)
  6. Ragnarök (2012)
- Saint-Germain, scénario de Thierry Gloris, Glénat
  1. Le Comte des Lumières (2009)
  2. Le Marquis de l'Ombre (2010)
- White Crows, scénario de Djief avec la participation de Mikaël, Soleil
  1. Cœur d'acier (2011)

## Distinctions
- 1993 :  Lauréat Prix Onésime production[3], meilleure série de bande dessinée parue dans une publication autre qu'un album, décerné par l'Association des Créateurs et Intervenants de la Bande Dessinée (ACIBD) de Montréal, pour les histoires qu'il dessine pour le scénariste André-Philippe Côté dans le magazine Zeppelin ;
- 1993 :  Lauréat Prix Bédéis causa bande dessinée de l’année, magazine Zeppelin, Festival de la bande dessinée francophone de Québec[4] ;
- 1997 :  Lauréat Prix Solaris volet bande dessinée, première place pour la BD L'Apprenti publiée dans le magazine Solaris (no 122, été 1997)[5].